# 7688 Лотар
7688 Лотар (7688 Lothar) — астероїд головного поясу, відкритий 24 вересня 1960 року.
Тіссеранів параметр щодо Юпітера — 3,577.